# 葛天氏
葛天氏，是中国上古傳說中一位賢能的首領，在位時人民安定，被后人尊为乐神。其部落驻地在今河南省宁陵县，是葛国和葛姓的祖先。后世将他的统治视为理想社会。河南长葛市便是以他的姓氏来命名的。